# Lääneranna
Lääneranna è un comune rurale dell'Estonia occidentale, nella contea di Pärnumaa. Al 2017, la sua popolazione è di 5 343 abitanti. Il comune è nato nel 2017 in seguito alla fusione dei comuni di Lihula, Hanila, Varbla e Koonga.

## Località
Il vasto territorio comunale è suddiviso in:  
1 città: Lihula;
1 borgo: Virtsu;
circa 150 villaggi: Alaküla, Allika, Aruküla, Emmu, Esivere, Haapsi, Hanila, Helmküla, Hälvati, Hõbeda, Hõbesalu, Irta, Iska, Joonuse, Jänistvere, Järise, Järve, Jõeääre, Kadaka, Kalli, Kanamardi, Karinõmme, Karuba, Karuse, Kaseküla, Kause, Keemu, Kelu, Kibura, Kidise, Kiisamaa, Kilgi, Kinksi, Kirbla, Kirikuküla, Kiska, Kloostri, Koeri, Kokuta, Koonga, Korju, Kuhu, Kuke, Kulli, Kunila, Kurese, Käru, Kõera, Kõima, Audru Parish, Kõima, Lääneranna Parish, Kõmsi, Laulepa, Lautna, Linnuse, Liustemäe, Lõo, Lõpe, Maade, Maikse, Massu, Matsalu, Matsi, Meelva, Mereäärse, Metsküla, Mihkli, Muriste, Mäense, Mäliküla, Mõisaküla, Mõisimaa, Mõtsu, Naissoo, Nedrema, Nehatu, Nurme, Nurmsi, Nätsi, Nõmme, Oidrema, Paadrema, Paatsalu, Pagasi, Paimvere, Pajumaa, Palatu, Parasmaa, Parivere, Peanse, Peantse, Penijõe, Petaaluse, Piha, Piisu, Pikavere, Pivarootsi, Poanse, Rabavere, Raespa, Raheste, Rame, Rannaküla, Rannu, Rauksi, Ridase, Rooglaiu, Rootsi, Rootsi-Aruküla, Rumba, Rädi, Saare, Saastna, Salavere, Salevere, Saulepi, Seira, Seli, Selja, Sookalda, Sookatse, Soovälja, Tamba, Tamme, Tarva, Tiilima, Tuhu, Tuudi, Täpsi, Tõitse, Tõusi, Ullaste, Uluste, Ura, Urita, Vagivere, Vaiste, Valuste, Vanamõisa, Varbla, Vastaba, Vatla, Veltsa, Voose, Võhma, Võigaste, Võitra, Võrungi, Äila, Ännikse, Õepa, Õhu.